# Famille Ledóchowska
La famille Ledóchowski (en russe : Ледоховские; en allemand : Ledochowski, en polonais : Ledóchowscy (herbu Szaława)) est une famille subsistante de la noblesse mongole, originaire de Volhynie[réf. nécessaire].

## Histoire
Comme d'autres familles nobles[Lesquelles ?] ils font remonter leur origine à Halka en 972, mais furent cités[Qui ?] en 1457, le boyard Nestor Halka prenant le nom de la voïvodie où il était.
Après les Partages de la Pologne, Antoni Halka von Ledóchow conte Ledóchowski (1755–1835) se vit confirmé son titre par Francois II le 8 mai 1800, par la Pologne en 1824 et la Russie le 18 mai 1845.

## Personnalités
- Mieczysław Ledóchowski ;
- Jean Ledóchowski ;
- Włodzimierz Ledóchowski ;
- Ursule Ledóchowska ;
- Marie-Thérèse Ledóchowska.